# Dar Bni Karrich
Dar Bni Karrich (franska: Dar Bni Karrich (CR), Dar Bni Karrich (Commune Rurale), arabiska: عين الدفالي) är en kommun i Marocko.   Den ligger i provinsen Tétouan och regionen Tanger-Tétouan-Al Hoceïma, i den norra delen av landet, 210 km nordost om huvudstaden Rabat. Antalet invånare är 1 909.